# Pitsusköngäs
Pitsusköngäs is een waterval in de gemeente Enontekiö in de provincie Lapland. De 17-meter hoge waterval is de hoogste van Finland en ligt in de rivier Pitsusjoki als zij de verbinding vormt tussen het Pitsusjärvi en het Vuomakasjärvi. De waterval is te bezichtigen als men het Kalottireitti-wandelpad langs de rivier afloopt. 